# Potosí (Colômbia)
Potosí é um município da Colômbia, localizado no departamento de Nariño.